# Lista de episódios de The Carrie Diaries

Abaixo segue uma lista de episódios de The Carrie Diaries, uma série de televisão americana transmitida pela The CW, desenvolvido por Amy B. Harris. O prequel de Sex and the City e baseado no livro do nome de Candace Bushnell.

## Resumo
| Temporada | Temporada | Episódios | Episódios | Originalmente exibido | Originalmente exibido |
| Temporada | Temporada | Episódios | Episódios | Estreia da temporada  | Final da temporada    |
| --------- | --------- | --------- | --------- | --------------------- | --------------------- |
|           | 1         | 13        | 13        | 14 de janeiro de 2013 | 8 de abril de 2013    |
|           | 2         | 13        | 13        | 25 de outubro de 2013 | 31 de janeiro de 2014 |

## Temporada

### 1ª temporada (2013)
| N.º na série | N.º na temp. | Título                                | Dirigido por             | Escrito por                  | Exibição original       | Cód. de produção | Audiência (milhões) |
| ------------ | ------------ | ------------------------------------- | ------------------------ | ---------------------------- | ----------------------- | ---------------- | ------------------- |
| 1            | 1            | "Pilot"                               | Miguel Arteta            | Amy B. Harris                | 14 de janeiro de 2013   | 276056           | 1.61                |
| 2            | 2            | "Lie with Me"                         | Alfonso Gomez-Rejon      | Amy B. Harris                | 21 de janeiro de 2013   | 3X7302           | 1.27                |
| 3            | 3            | "Read Before Use"                     | Daisy von Scherler Mayer | Terri Minsky                 | 28 de janeiro de 2013   | 3X7303           | 1.38                |
| 4            | 4            | "Fright Night"                        | Jennifer Getzinger       | Henry Alonso Myers           | 4 de fevereiro de 2013  | 3X7304           | 1.51                |
| 5            | 5            | "Dangerous Territory"                 | Norman Buckley           | Amy B. Harris                | 11 de fevereiro de 2013 | 3X7305           | 1.20                |
| 6            | 6            | "Endgame"                             | David Paymer             | Jessica O'Toole & Amy Rardin | 18 de fevereiro de 2013 | 3X7306           | 1.08                |
| 7            | 7            | "Caught"                              | Nanette Burstein         | Doug Stockstill              | 25 de fevereiro de 2013 | 3X7307           | 1.00                |
| 8            | 8            | "Hush Hush"                           | Amy Heckerling           | Marc Halsey                  | 4 de março de 2013      | 3X7308           | 1.10                |
| 9            | 9            | "The Great Unknown"                   | Janice Cooke             | Amy B. Harris                | 11 de março de 2013     | 3X7309           | 1.03                |
| 10           | 10           | "The Long and Winding Road Not Taken" | Michael Fields           | Terri Minsky                 | 18 de março de 2013     | 3X7310           | 0.99                |
| 11           | 11           | "Identity Crisis"                     | Jann Turner              | Jessica O'Toole & Amy Rardin | 25 de março de 2013     | 3X7311           | 0.83                |
| 12           | 12           | "A First Time for Everything"         | Patrick Norris           | Henry Alonso Myers           | 1 de abril de 2013      | 3X7312           | 0.87                |
| 13           | 13           | "Kiss Yesterday Goodbye"              | Andy Wolk                | Amy B. Harris                | 8 de abril de 2013      | 3X7313           | 1.00                |

### 2ª temporada (2013-2014)
| N.º na série | N.º na temp. | Título                   | Dirigido por             | Escrito por                  | Exibição original      | Cód. de produção | Audiência (milhões) |
| ------------ | ------------ | ------------------------ | ------------------------ | ---------------------------- | ---------------------- | ---------------- | ------------------- |
| 14           | 1            | "Win Some, Lose Some"    | Andy Wolk                | Amy B. Harris                | 25 de outubro de 2013  | 4X5201           | 0.78                |
| 15           | 2            | "Express Yourself"       | Amy Heckerling           | Jessica O'Toole & Amy Rardin | 1 de novembro de 2013  | 4X5202           | 0.89                |
| 16           | 3            | "Strings Attached"       | Daisy von Scherler Mayer | Doug Stockstill              | 8 de novembro de 2013  | 4X5203           | 0.77                |
| 17           | 4            | "Borderline"             | Michael Fields           | Heney Alonso Myers           | 15 de novembro de 2013 | 4X5204           | 0.78                |
| 18           | 5            | "Too Close for Comfort"  | Zetna Fuentes            | Jessica Queller              | 22 de novembro de 2013 | 4X5205           | 0.71                |
| 19           | 6            | "The Safety Dance"       | David Warren             | Sascha Rothchild             | 6 de dezembro de 2013  | 4X5206           | 0.90                |
| 20           | 7            | "I Heard a Rumor"        | Norman Buckley           | Amy B. Harris                | 13 de dezembro de 2013 | 4X5207           | 0.70                |
| 21           | 8            | "The Second Time Around" | Janice Cooke             | Terri Minsky                 | 20 de dezembro de 2013 | 4X5208           | 0.73                |
| 22           | 9            | "Under Pressure"         | Andy Wolk                | Logan Slakter                | 3 de janeiro de 2014   | 4X5209           | 0.99                |
| 23           | 10           | "Date Expectations"      | Amy Heckerling           | Jessica O'Toole & Amy Rardin | 10 de janeiro de 2014  | 4X5210           | 0.81                |
| 24           | 11           | "Hungry Like the Wolf"   | Sarah Price              | Henry Alonso Myers           | 17 de janeiro de 2014  | 4X5211           | 0.86                |
| 25           | 12           | "This Is the Time"       | Jason Reilly             | Sascha Rothchild             | 24 de janeiro de 2014  | 4X5212           | 0.90                |
| 26           | 13           | "Run to You"             | Andrew McCarthy          | Amy B. Harris                | 31 de janeiro de 2014  | 4X5213           | 0.86                |